# Teuchophorus condylus
Teuchophorus condylus är en tvåvingeart som beskrevs av Harmston och Frank Hall Knowlton 1946. Teuchophorus condylus ingår i släktet Teuchophorus och familjen styltflugor.
Artens utbredningsområde är Connecticut. Inga underarter finns listade i Catalogue of Life.